# Seznam vrst testenin

## Dolge in srednje dolge testenine
| Slika                               | Slovensko ime (dobesedni prevod) | Italijansko ime              | Italijanske sopomenke | Izvor ali glavno področje porabe                |
| ----------------------------------- | -------------------------------- | ---------------------------- | --- | ----------------------------------------------- |
|                                     | Bradice                          | Barbine                      | Barbina |                                                 |
|                                     | Slinice                          | Bavette                      | Baverine, bavettine, lasagneddi (na Siciliji) | Ligurija                                        |
|                                     |                                  | Bigoli                       | Fusarioi | Benečija                                        |
|                                     | Preluknjanci                     | Bucatini                     | Boccolotti, perciatellini, foratini, fidelini bucati, fide bucate, agoni bucati, spilloni bucati | Lazio                                           |
|                                     |                                  | Busiate (or busiati)         | Subioti, fusarioi, maccheroni bobbesi, busa, ciuffolitti (Abruci), gnocchi del ferro | Sicilija (zlasti Trapani) Sardinija             |
|                                     | Laski                            | Capellini                    | Capelli d'angelo, capelvenere, fidelini, fedelini, cappellini, sopracappellini, capellini fini, bassetti, tagliolini a nido, barbine a nido, ramicia, vrimiciddi                                                                                                | Ligurija                                        |
|                                     | Zvestički                        | Fedelini                     | | Neapelj, Genova in Ligurija                     |
|                                     |                                  | Ferrazzuoli                  | Cannucce | Kalabrija                                       |
|                                     |                                  | Fettuccine                   | Lasagnette, fettucce, ramicce, sagne | Rim                                             |
|                                     |                                  | Fileja                       | Filleda, filateddhi, filatelli, fusilli avellinesi, maccaruni aru ferru, ricci di donna | Vibo Valentia (Kalabrija), Avellino (Kampanija) |
|                                     |                                  | Linguine                     | Bavettine, bavette fini, radichini, linguettine |                                                 |
|                                     |                                  | Lagane                       | Lasagnoni, Bardele |                                                 |
|                                     |                                  | Lasagna                      | Bardele, lasagnoni (Benečija); capellasci (Ligurija); sagne (Salento); lagana (Apulija); the fluted version can also be doppio festone, sciabo, sciablo |                                                 |
|                                     |                                  | Lasagnette                   | |                                                 |
|                                     |                                  | Lasagnotte                   | |                                                 |
| Slika:Mac Molinara Tomato Sauce.JPG |                                  | Maccheroni alla molinara     | | Abruci                                          |
|                                     |                                  | Maccheroncini di Campofilone | | Marke                                           |
|                                     |                                  | Mafalde                      | Reginette, frese, tagliatelle nervate, signorine, trinette, ricciarelle, sfresatine, nastri, nastrini | Neapelj                                         |
|                                     |                                  | Matriciani                   | |                                                 |
|                                     |                                  | Pappardelle                  | Papparelle, paparele (Benečija); paspardelle (Marke) | Toskana in severna Italija                      |
|                                     |                                  | Perciatelli                  | Maccheroncelli, Maccheronicini, Mezzanelli, maccheroni lunghi | Kampanija                                       |
|                                     |                                  | Picagge                      | Picaje, piccagge | Ligurija, zlasti Pokrajina Savona               |
|                                     |                                  | Pici                         | Lunghetti (Montalcino); pinci (Montepulciano); umbrici/ciriole (Umbrija) | Toskana                                         |
|                                     |                                  | Pillus                       | Lisanzedas | Sardinija                                       |
|                                     |                                  | Rustiche                     | | Apulija                                         |
|                                     |                                  | Sagne 'ncannulate            | |                                                 |
|                                     |                                  | Scialatelli or scialatielli  | | Sorrento                                        |
|                                     |                                  | Spaghetti                    | Fide/fidi, fidelini, ristoranti, vermicelloni, filatelli, vermicelloni giganti | Sicilija                                        |
|                                     |                                  | Spaghetti alla chitarra      | Tonnarelli, maccheroni alla chitarra | Abruci                                          |
|                                     | Špagetki                         | Spaghettini                  | |                                                 |
|                                     | Debeli špageti                   | Spaghettoni                  | Spaghetti spessi |                                                 |
|                                     | Debele vezalke                   | Stringozzi                   | |                                                 |
|                                     |                                  | Su Filindeu                  | | Sardinija                                       |
|                                     | Rezanci                          | Tagliatelle                  | Tagliarelli, reginelle, fresine, nastri, fettuccelle, fettucce romane, fiadi, tagliolini; tagliatelle smalzade (Trentino); lesagnetes (Benečija); bardele (Lombardija); fettuccine (Lacij); pincinelle (Colonna); tagghiarini (Sicilija); taddarini (Sardinija) | Emilija - Romanja (zlasti Bologna)              |
|                                     | Rezalniki                        | Taglierini                   | Tagliolini; tagliatini (Toskana); tajarin (Piemont) | Ligurija, Piemont                               |
|                                     |                                  | Trenette                     | |                                                 |
|                                     | Tripolijke                       | Tripoline                    | Signorine |                                                 |
|                                     | Črvički                          | Vermicelli                   | | Kampanija                                       |
|                                     | Ženinčki                         | Ziti                         | Boccolotti, zitoni, zituane, candele, ziti candelati | Sicilija, Južna Italija                         |